# Голубенко Кім Никифорович
Голубенко Кім Никифорович (9 вересня 1925, Одеса — 5 травня 1998, Одеса) — капітан турбохода «Юрій Гагарін» Чорноморського пароплавства Міністерства морського флоту СРСР, Герой Соціалістичної праці, перший президент Асоціації морських капітанів Одеси.

## Біографія
Народився 1925 року в Одесі. У 1940 році закінчив середню школу, після якої вступив на навчання до Одеського морського технікуму. До початку Другої світової війни працював у колгоспі імені Фрунзе. Під час окупації Одеси брав участь у партизанському загоні імені Сталіна в Усатовських каменоломнях.
Після війни працював матросом на Чорноморському пароплавстві. Навчався у мореплавному училищі та на курсах командного складу Чорноморського пароплавства. З 1946 по 1955 — помічник капітана на різних судах і з 1957 — командир пароплава «Курськ». В 1961 призначений командиром турбохода «Юрій Гагарін», на якому здійснював перевезення в Південно-Східну Азію та на Кубу. У 1958 та 1962 роках отримав почесне звання «Найкращий командир Міністерства морського флоту СРСР».
Указом Президії Верховної Ради СРСР від 9 серпня 1963 року за видатні успіхи, досягнуті у розвитку морського транспорту, удостоєний звання Героя Соціалістичної Праці з врученням ордена Леніна та золотої медалі «Серп і Молот».
1968 року закінчив Одеське вище інженерне морське училище. У 1969 році був призначений командиром судна «Валентина Терешкова» і пізніше — балкера «Ялта».
1989 року вийшов на пенсію.